# Rolf Gerich
Rolf Gerich (* 4. Juli 1928 in Friedrichshafen; † 24. Februar 2013) war ein deutscher Verwaltungsbeamter und Kommunalpolitiker.

## Leben
Als Jugendlicher kämpfte Gerich noch als Soldat im Zweiten Weltkrieg und geriet in Kriegsgefangenschaft.
Nach seiner Heimkehr fing er 1945 eine Ausbildung bei der Stadtverwaltung seiner Heimatstadt Friedrichshafen an, wo er bis 1951 beschäftigt war. Nach einigen Stationen in kleineren Gemeinden im Landkreis Tettnang war er im Landratsamt Ravensburg und als engster Mitarbeiter von Albert Sauer bei der Stadtverwaltung Ravensburg tätig. 1961 wechselte er als Stadtpfleger in die Stadtverwaltung der Nachbarstadt Weingarten (Württemberg), wo er auch für die Stadtwerke und das Städtische Krankenhaus verantwortlich war.
Als bei der Gebietsreform in Baden-Württemberg eine Fusion Weingartens mit der Nachbarstadt Ravensburg geplant war, gehörte Gerich, der inzwischen unter Oberbürgermeister Richard Mayer Bürgermeister in Weingarten war, zu den entschiedenen Gegnern des Projekts und vertrat die Stadt bei einer Klage vor dem Staatsgerichtshof Baden-Württemberg. Das Gericht entschied am 14. Februar 1975, dass die vom Landtag beschlossene Fusion rechtswidrig war und Weingarten selbständig bleiben durfte. Gerich hatte vorher bereits ein Angebot zur Leitung eines Krankenhauses in Regensburg angenommen, entschied sich nach dem für viele überraschenden Prozessausgang aber für eine Kandidatur um die Nachfolge des erkrankten Oberbürgermeisters Mayer.
Im Mai 1975 wurde Gerich als parteiloser Kandidat mit 80 % der Stimmen zum Oberbürgermeister von Weingarten gewählt. Das Amt konnte er zunächst nur kommissarisch antreten, da ein Bürger die Wahl vor Gericht angefochten hatte. Im Herbst 1976 wurde er dann jedoch auch offiziell Oberbürgermeister. 1984 wurde Gerich mit großer Mehrheit im Amt bestätigt.
In die Zeit von Gerichs Amtszeit in Weingarten fallen die Eröffnung des Alamannenmuseums Weingarten 1976, die Innenstadtsanierung mit umfassenden Neubauten am Löwenplatz, der Bau des Straßentunnels unter dem Münsterplatz, die Sanierung des Städtischen Krankenhauses „14 Nothelfer“, die Gründung der Seniorenbegegnungsstätte Haus am Mühlbach, die Gründung des Jugendgemeinderats Weingarten 1985, die Eröffnung des Kultur- und Kongresszentrums 1989 und die Etablierung der Partnerschaften mit Blumenau (Brasilien), Brest (Belarus) und Grimma (Sachsen).
1992 ging Gerich in Ruhestand und wurde Ehrenbürger der Stadt Weingarten. Sein Amtsnachfolger wurde Gerd Gerber.

## Ehrungen
- Ehrenbürgerschaft der Stadt Weingarten, 1992
- Ehrenbürgerschaft der Fachhochschule Ravensburg-Weingarten[9]
- Ehrenbürgerschaft der Pädagogischen Hochschule Weingarten[10]

Die Ehrung mit dem Bundesverdienstkreuz lehnte Gerich aus Protest gegen die zunehmende Einmischung staatlicher Stellen in die kommunale Selbstverwaltung ab.

## Schriften
- Heitere Erinnerungen an zwei Oberhäupter der Städte Ravensburg und Weingarten. Oberschwäbische Verlags-Anstalt, Ravensburg 1983 (Anekdotisches zu Gerichs Vorgesetzten, Ravensburgs Oberbürgermeister Albert Sauer und Weingartens Bürgermeister Richard Mayer)
- Heiteres aus dem kommunalen Alltag. Ein Oberbürgermeister erinnert sich. Oberschwäbische Verlags-Anstalt, Ravensburg 1999 (Erinnerungen an seine Zeit als Oberbürgermeister)
- Weingarten bleibt selbständig und wird Große Kreisstadt, in: Norbert Kruse (Hrsg.): Weingarten. Von den Anfängen bis zur Gegenwart. Biberacher Verlagsdruckerei, Biberach 1992, ISBN 3-924489-61-0, S. 387–392